# ベルナルド・デ・ガルベス

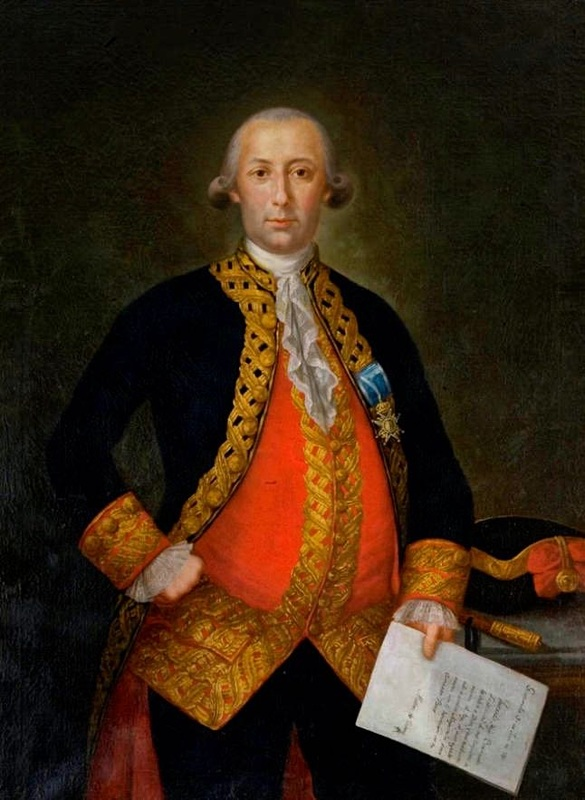
ベルナルド・デ・ガルベス

ベルナルド・デ・ガルベス（Bernardo de Gálvez、1746年7月23日 - 1786年11月30日）は、スペインの軍人、政治家。第5代スペイン領ルイジアナ総督として、独立戦争中のアメリカ側に大きな援助を行い、またペンサコーラの戦いの英雄として知られる。戦後はキューバ総監（1784年）、第49代ヌエバ・エスパーニャ副王（1785-1786年）に就任した。

## 生涯
ベルナルド・ガルベスはマラガ県マチャラビアヤで生まれた。カルロス3世のブルボン改革の中心人物であったヌエバ・エスパーニャ監察官(visitador)の初代ソノラ侯爵ホセ・デ・ガルベス (José de Gálvez, 1st Marquess of Sonora) の甥にあたる。父のマティアス・デ・ガルベスも軍人であり、1779年以降グアテマラ総監とヌエバ・エスパーニャ副王を歴任した。
軍人だった父の影響で、ガルベスは非常に若くから軍人としての経歴を積み、七年戦争末期の1762年にポルトガルと戦っている。1765年からはヌエバ・エスパーニャで働いた。このときにヌエバ・ビスカヤ軍の指揮官として今のテキサス州でアパッチ族と戦っている。
1772年からフランスのポーのカンタブリア連隊に配属され、このときにフランス語を身につけた。1775年にスペインに戻ってセビリア歩兵連隊に配属され、このときにアレハンドロ・オレイリーによるアルジェ遠征に参加して重傷を負った。

### ルイジアナ総督
七年戦争の結果、1763年のパリ条約でスペインはスペイン領フロリダをイギリスに譲り、かわりにフランス領ルイジアナのミシシッピ川以西をフランスから得た。ルイジアナはキューバ総監府の管轄する1州となった。ガルベスは1777年1月1日にスペイン領ルイジアナの総督に就任した。
当時スペイン植民地はイギリスの脅威にさらされていた。ガルベスはイギリスと独立戦争を戦っていたアメリカ大陸軍に協力し、ミシシッピ川経由でペンシルベニアまで大量の武器、弾薬、衣類、薬などの物資を大陸軍に届けた。またイギリス軍から逃亡してきたアメリカ移民を保護した。ガルベスはアメリカに74,000ドルを貸した。
最初スペイン本国はアメリカ独立戦争に中立を表明していたが、1779年6月21日にカルロス3世はイギリスに宣戦を布告した。ガルベスはミシシッピ川下流にあるマンチャクのFort Bute、バトンルージュのFort New Richmond、ナチェズのFort Panmureなどのイギリス基地を陥落させ、その功績によって師団将軍（当時のスペインでは少将に相当）に昇進した。それからキューバで軍備を強化し、イギリス領西フロリダの拠点であるモービルを1780年3月14日に、ペンサコーラを2か月の戦闘を経て1781年5月9日に陥落させた（ペンサコーラの戦い）。これによって西フロリダをスペインが制圧し、スペインは再びメキシコ湾の制海権を得た。1783年にガルベスはガルベス伯爵 (es:Condado de Gálvez) の爵位を与えられた。イギリスが南部の根拠地を失ったことは間接的にアメリカ独立戦争で大陸軍側に有利に働いた。
ガルベスはルイジアナの植民を奨励し、カナリア諸島から多くの移民を招いた。いくつかの新しい町を築き、中にはガルベスの名前を冠したガルベスタウン (Galvez, Louisiana) もある。

### ヌエバ・エスパーニャ副王
1783年にスペインとイギリスは講和したが（ヴェルサイユ条約を参照）、その結果ルイジアナの国境問題やミシシッピ川の航行の問題などが生じていた。ガルベスは1784年にスペインに戻り、それらの問題に関する政府の相談役として働いた。同年10月にガルベスはキューバ総監に任命された。
翌1785年にヌエバ・エスパーニャ副王だった父が没し、ガルベスは後任の副王に任命された。当時のメキシコは飢饉と疫病に見舞われていたが、ガルベスは病人の隔離と貧者に対して無償で投薬することを命じた。ガルベスは公共事業を促進した。またチャプルテペク城や街道を建設し、街灯を整備した。
しかしながら1786年11月30日にタクバヤの大司教邸宅で急死した。病死であり、黄熱とされるが、政敵による毒殺説もある。副王として活動した期間は短かったがその実直さにより人気は高かった。

## 評価
アメリカ独立戦争に与えた影響の大きさにもかかわらず、ガルベスはラファイエットの場合のように直接独立十三州での戦争に参加したわけではなく、スペインとイギリスとの反目からアメリカ側を助けたに過ぎないため、独立戦争を記述する歴史家からガルベスは軽視されがちだった。2014年、アメリカ合衆国議会はガルベスにアメリカ合衆国名誉市民の称号を与えた。